# Ben Heppner (ténor)
Pour les articles homonymes, voir Ben Heppner et Heppner.
Ben Heppner (né le 14 janvier 1956 à Murrayville, en Colombie-Britannique) est un ténor canadien.

## Biographie
Il est né dans une famille modeste d'immigrants russes passionnés de musique. Très jeune, il apprend le cor, la trompette, le trombone et l'euphonium. Après ses études au Canadian Bible College de Regina, il poursuit des études de chant (1975-1979), à l'Université de la Colombie-Britannique. En 1981, il s'établit à Toronto pour suivre des cours d'opéras à l'Université de la ville. En 1982, il entre au Studio Ensemble de la Compagnie d'Opéra canadienne. En 1991, il chante dans Idomeneo au Metropolitan Opera. C'est alors le succès et les plus grands opéras du monde le demandent.
Élève de Jon Vickers, il est considéré comme son héritier, tant du point de vue physique (massif, à la limite de l'obésité) que de l'émission vocale (puissante et capable de toutes les nuances), du point de vue de la présence scénique (un grand talent d'acteur) que du répertoire (Tristan, Peter Grimes, Énée). De fait, Ben Heppner est le Heldentenor le plus demandé de notre temps. En 2010, il crée le rôle d'Ahab dans Moby-Dick à l'opéra de Dallas.
En avril 2014, il annonce son retrait de la scène lyrique.

## Discographie
- Dvorák, Russalka chez Decca
- Wagner, Die Meistersinger von Nürmberg, chez Decca
- Wagner, Der Fliegende Holländer chez Sony
- Wagner, Lohengrin chez RCA
- Puccini,Turandot chez RCA
- Beethoven, Fidelio chez RCA
- Berlioz, Les Troyens chez LSO (2000)

## Prix
- 1979 Premier prix du Concours national de Radio Canada
- 1988 Prix au concours Birgit Nilson